# Llista d'asteroides/102301–102400
| Nom      | Designació provisional | Data de descobriment | Lloc de descobriment | Descobridor/s |
| -------- | ---------------------- | -------------------- | -------------------- | ------------- |
| 102301 - | 1999 TO90              | 2 d'octubre, 1999    | Socorro              | LINEAR        |
| 102302 - | 1999 TK91              | 2 d'octubre, 1999    | Socorro              | LINEAR        |
| 102303 - | 1999 TQ91              | 2 d'octubre, 1999    | Socorro              | LINEAR        |
| 102304 - | 1999 TB92              | 2 d'octubre, 1999    | Socorro              | LINEAR        |
| 102305 - | 1999 TG92              | 2 d'octubre, 1999    | Socorro              | LINEAR        |
| 102306 - | 1999 TF93              | 2 d'octubre, 1999    | Socorro              | LINEAR        |
| 102307 - | 1999 TV95              | 2 d'octubre, 1999    | Socorro              | LINEAR        |
| 102308 - | 1999 TF96              | 2 d'octubre, 1999    | Socorro              | LINEAR        |
| 102309 - | 1999 TM96              | 2 d'octubre, 1999    | Socorro              | LINEAR        |
| 102310 - | 1999 TR96              | 2 d'octubre, 1999    | Socorro              | LINEAR        |
| 102311 - | 1999 TU96              | 2 d'octubre, 1999    | Socorro              | LINEAR        |
| 102312 - | 1999 TA98              | 2 d'octubre, 1999    | Socorro              | LINEAR        |
| 102313 - | 1999 TS98              | 2 d'octubre, 1999    | Socorro              | LINEAR        |
| 102314 - | 1999 TB99              | 2 d'octubre, 1999    | Socorro              | LINEAR        |
| 102315 - | 1999 TT99              | 2 d'octubre, 1999    | Socorro              | LINEAR        |
| 102316 - | 1999 TN100             | 2 d'octubre, 1999    | Socorro              | LINEAR        |
| 102317 - | 1999 TP101             | 2 d'octubre, 1999    | Socorro              | LINEAR        |
| 102318 - | 1999 TF103             | 2 d'octubre, 1999    | Socorro              | LINEAR        |
| 102319 - | 1999 TW103             | 3 d'octubre, 1999    | Socorro              | LINEAR        |
| 102320 - | 1999 TF104             | 3 d'octubre, 1999    | Socorro              | LINEAR        |
| 102321 - | 1999 TL105             | 3 d'octubre, 1999    | Socorro              | LINEAR        |
| 102322 - | 1999 TS105             | 3 d'octubre, 1999    | Socorro              | LINEAR        |
| 102323 - | 1999 TR106             | 4 d'octubre, 1999    | Socorro              | LINEAR        |
| 102324 - | 1999 TZ106             | 4 d'octubre, 1999    | Socorro              | LINEAR        |
| 102325 - | 1999 TB107             | 4 d'octubre, 1999    | Socorro              | LINEAR        |
| 102326 - | 1999 TM108             | 4 d'octubre, 1999    | Socorro              | LINEAR        |
| 102327 - | 1999 TG109             | 4 d'octubre, 1999    | Socorro              | LINEAR        |
| 102328 - | 1999 TJ109             | 4 d'octubre, 1999    | Socorro              | LINEAR        |
| 102329 - | 1999 TM110             | 4 d'octubre, 1999    | Socorro              | LINEAR        |
| 102330 - | 1999 TA111             | 4 d'octubre, 1999    | Socorro              | LINEAR        |
| 102331 - | 1999 TA112             | 4 d'octubre, 1999    | Socorro              | LINEAR        |
| 102332 - | 1999 TG112             | 4 d'octubre, 1999    | Socorro              | LINEAR        |
| 102333 - | 1999 TK112             | 4 d'octubre, 1999    | Socorro              | LINEAR        |
| 102334 - | 1999 TP112             | 4 d'octubre, 1999    | Socorro              | LINEAR        |
| 102335 - | 1999 TZ112             | 4 d'octubre, 1999    | Socorro              | LINEAR        |
| 102336 - | 1999 TA114             | 4 d'octubre, 1999    | Socorro              | LINEAR        |
| 102337 - | 1999 TN114             | 4 d'octubre, 1999    | Socorro              | LINEAR        |
| 102338 - | 1999 TD115             | 4 d'octubre, 1999    | Socorro              | LINEAR        |
| 102339 - | 1999 TH115             | 4 d'octubre, 1999    | Socorro              | LINEAR        |
| 102340 - | 1999 TE116             | 4 d'octubre, 1999    | Socorro              | LINEAR        |
| 102341 - | 1999 TR118             | 4 d'octubre, 1999    | Socorro              | LINEAR        |
| 102342 - | 1999 TO120             | 4 d'octubre, 1999    | Socorro              | LINEAR        |
| 102343 - | 1999 TP120             | 4 d'octubre, 1999    | Socorro              | LINEAR        |
| 102344 - | 1999 TA121             | 4 d'octubre, 1999    | Socorro              | LINEAR        |
| 102345 - | 1999 TQ121             | 4 d'octubre, 1999    | Socorro              | LINEAR        |
| 102346 - | 1999 TF122             | 4 d'octubre, 1999    | Socorro              | LINEAR        |
| 102347 - | 1999 TJ122             | 4 d'octubre, 1999    | Socorro              | LINEAR        |
| 102348 - | 1999 TT122             | 4 d'octubre, 1999    | Socorro              | LINEAR        |
| 102349 - | 1999 TX122             | 4 d'octubre, 1999    | Socorro              | LINEAR        |
| 102350 - | 1999 TJ123             | 4 d'octubre, 1999    | Socorro              | LINEAR        |
| 102351 - | 1999 TY123             | 4 d'octubre, 1999    | Socorro              | LINEAR        |
| 102352 - | 1999 TY126             | 4 d'octubre, 1999    | Socorro              | LINEAR        |
| 102353 - | 1999 TQ127             | 4 d'octubre, 1999    | Socorro              | LINEAR        |
| 102354 - | 1999 TD130             | 6 d'octubre, 1999    | Socorro              | LINEAR        |
| 102355 - | 1999 TC131             | 6 d'octubre, 1999    | Socorro              | LINEAR        |
| 102356 - | 1999 TN133             | 6 d'octubre, 1999    | Socorro              | LINEAR        |
| 102357 - | 1999 TZ133             | 6 d'octubre, 1999    | Socorro              | LINEAR        |
| 102358 - | 1999 TN134             | 6 d'octubre, 1999    | Socorro              | LINEAR        |
| 102359 - | 1999 TO134             | 6 d'octubre, 1999    | Socorro              | LINEAR        |
| 102360 - | 1999 TU134             | 6 d'octubre, 1999    | Socorro              | LINEAR        |
| 102361 - | 1999 TE136             | 6 d'octubre, 1999    | Socorro              | LINEAR        |
| 102362 - | 1999 TS138             | 6 d'octubre, 1999    | Socorro              | LINEAR        |
| 102363 - | 1999 TG139             | 6 d'octubre, 1999    | Socorro              | LINEAR        |
| 102364 - | 1999 TR139             | 6 d'octubre, 1999    | Socorro              | LINEAR        |
| 102365 - | 1999 TU139             | 6 d'octubre, 1999    | Socorro              | LINEAR        |
| 102366 - | 1999 TR140             | 6 d'octubre, 1999    | Socorro              | LINEAR        |
| 102367 - | 1999 TS140             | 6 d'octubre, 1999    | Socorro              | LINEAR        |
| 102368 - | 1999 TB141             | 6 d'octubre, 1999    | Socorro              | LINEAR        |
| 102369 - | 1999 TC142             | 7 d'octubre, 1999    | Socorro              | LINEAR        |
| 102370 - | 1999 TE143             | 7 d'octubre, 1999    | Socorro              | LINEAR        |
| 102371 - | 1999 TW143             | 7 d'octubre, 1999    | Socorro              | LINEAR        |
| 102372 - | 1999 TL144             | 7 d'octubre, 1999    | Socorro              | LINEAR        |
| 102373 - | 1999 TP144             | 7 d'octubre, 1999    | Socorro              | LINEAR        |
| 102374 - | 1999 TY144             | 7 d'octubre, 1999    | Socorro              | LINEAR        |
| 102375 - | 1999 TK145             | 7 d'octubre, 1999    | Socorro              | LINEAR        |
| 102376 - | 1999 TX145             | 7 d'octubre, 1999    | Socorro              | LINEAR        |
| 102377 - | 1999 TZ145             | 7 d'octubre, 1999    | Socorro              | LINEAR        |
| 102378 - | 1999 TA146             | 7 d'octubre, 1999    | Socorro              | LINEAR        |
| 102379 - | 1999 TR146             | 7 d'octubre, 1999    | Socorro              | LINEAR        |
| 102380 - | 1999 TE150             | 7 d'octubre, 1999    | Socorro              | LINEAR        |
| 102381 - | 1999 TU151             | 7 d'octubre, 1999    | Socorro              | LINEAR        |
| 102382 - | 1999 TZ151             | 7 d'octubre, 1999    | Socorro              | LINEAR        |
| 102383 - | 1999 TH152             | 7 d'octubre, 1999    | Socorro              | LINEAR        |
| 102384 - | 1999 TL152             | 7 d'octubre, 1999    | Socorro              | LINEAR        |
| 102385 - | 1999 TQ152             | 7 d'octubre, 1999    | Socorro              | LINEAR        |
| 102386 - | 1999 TB153             | 7 d'octubre, 1999    | Socorro              | LINEAR        |
| 102387 - | 1999 TB155             | 7 d'octubre, 1999    | Socorro              | LINEAR        |
| 102388 - | 1999 TG155             | 7 d'octubre, 1999    | Socorro              | LINEAR        |
| 102389 - | 1999 TM155             | 7 d'octubre, 1999    | Socorro              | LINEAR        |
| 102390 - | 1999 TP155             | 7 d'octubre, 1999    | Socorro              | LINEAR        |
| 102391 - | 1999 TH157             | 9 d'octubre, 1999    | Socorro              | LINEAR        |
| 102392 - | 1999 TN157             | 9 d'octubre, 1999    | Socorro              | LINEAR        |
| 102393 - | 1999 TA160             | 9 d'octubre, 1999    | Socorro              | LINEAR        |
| 102394 - | 1999 TL161             | 9 d'octubre, 1999    | Socorro              | LINEAR        |
| 102395 - | 1999 TE164             | 9 d'octubre, 1999    | Socorro              | LINEAR        |
| 102396 - | 1999 TD166             | 10 d'octubre, 1999   | Socorro              | LINEAR        |
| 102397 - | 1999 TN167             | 10 d'octubre, 1999   | Socorro              | LINEAR        |
| 102398 - | 1999 TZ168             | 10 d'octubre, 1999   | Socorro              | LINEAR        |
| 102399 - | 1999 TG169             | 10 d'octubre, 1999   | Socorro              | LINEAR        |
| 102400 - | 1999 TW169             | 10 d'octubre, 1999   | Socorro              | LINEAR        |